# Pleasant Hill/Contra Costa Centre

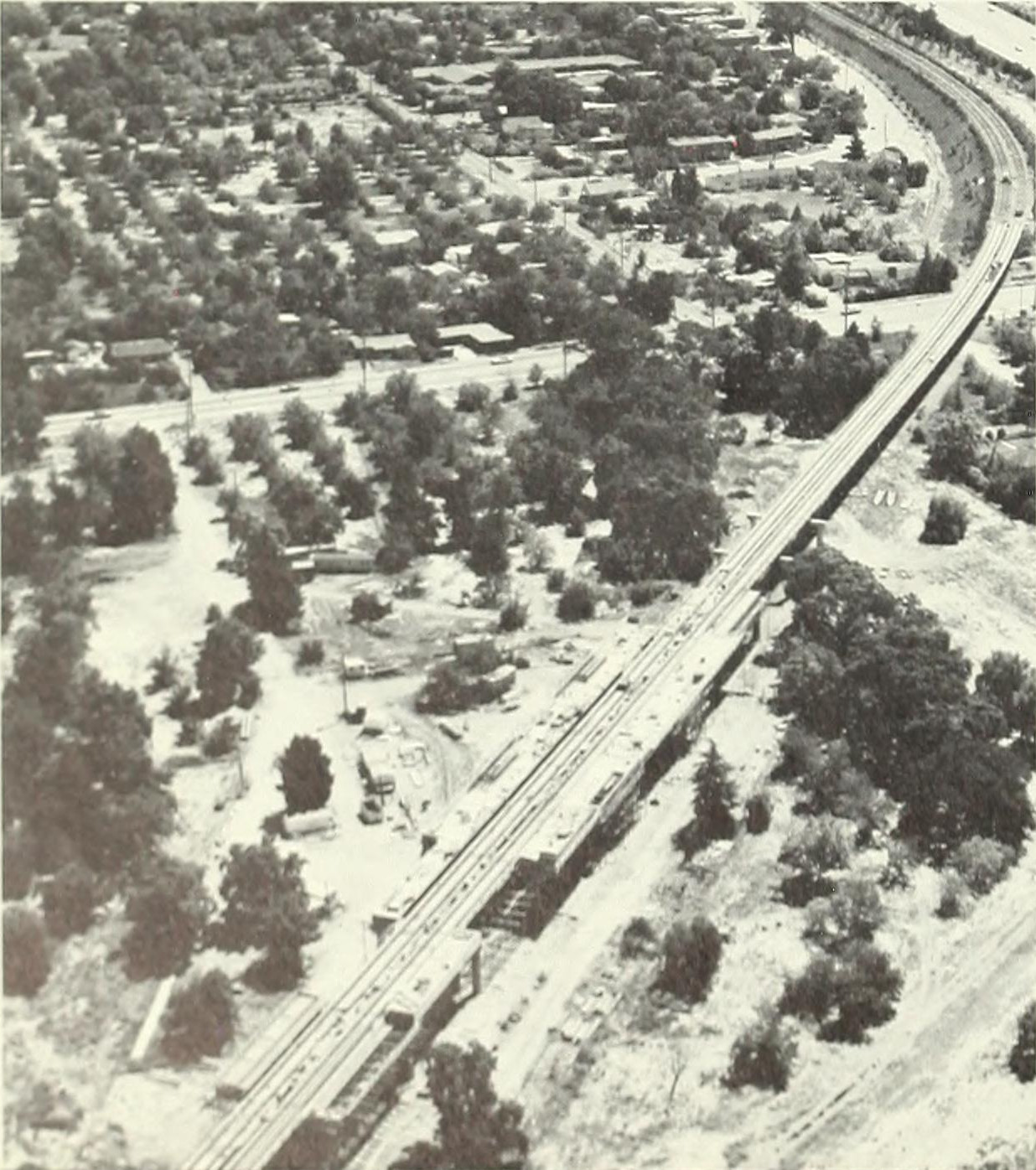
De bouw van de perrons in 1970, gezien uit het noorden

Pleasant Hill/Contra Costa Centre is een metrostation in de Amerikaanse plaats Walnut Creek (Californië) en is onderdeel van het BART netwerk. Het station werd op 21 mei 1973 opengesteld voor reizigersverkeer en wordt bediend door de Pittsburg/Bay Point-SFO/Millbrae Line.
Het station ligt aan het oudste deel van het BART-netwerk, namelijk de testbaan die in 1964 werd gebouwd om zowel de voertuigbesturing en rijeigenschappen als de stroomtoevoer en railbedding in de praktijk te meten. Na afloop van de tests werden de perrons van Pleasent Hill begin jaren 70 langs de testbaan gebouwd. Op 21 mei 1973 begon de reizigersdienst en sindsdien is de voormalige testbaan onderdeel van de oosttak van het BART-net. De toevoeging Contra Costa Centre aan de stationsnaam volgde op aandringen van de Contra Costa County Redevelopment Agency bij de verbouwing van het station. BART wilde de kosten van de naamswijziging niet betalen en werden door de Redevelopment Agency betaald. 